# Dávidfalva
Dávidfalva település Ukrajnában, Kárpátalján, a Munkácsi járásban.

## Fekvése
Munkácstól délkeletre, Hátmeg nyugati szomszédjában fekvő település.

## Története
1910-ben 1487 lakosa volt. Ebből 21 magyar, 110 német, 1356 ruszin volt, melyből 1374 görögkatolikus, 105 izraelita volt.
A trianoni békeszerződés előtt Bereg vármegye Munkácsi járásához tartozott.
A település határában sósvizű források fakadnak.